# Felguera

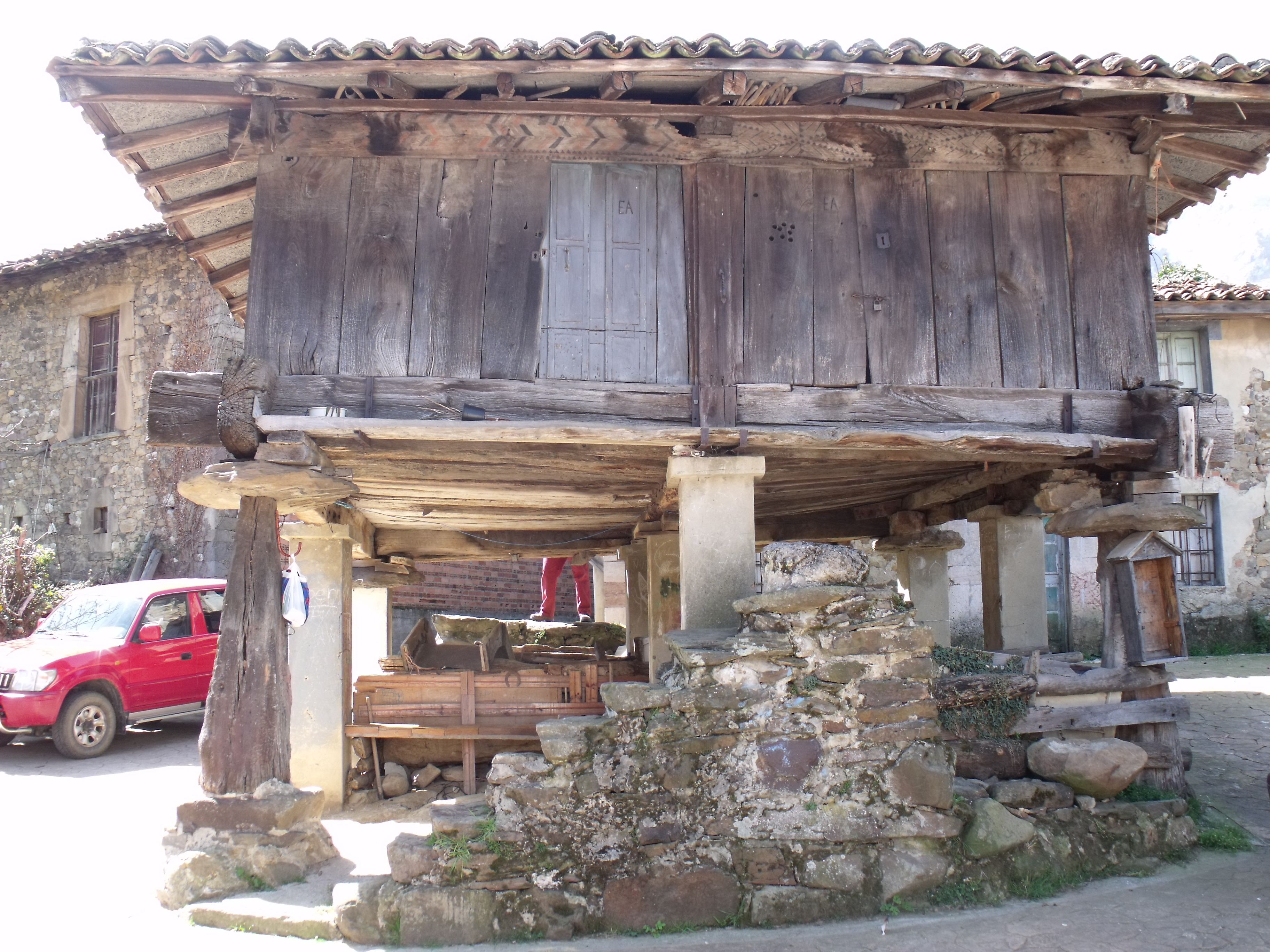
Hórreo en el pueblo de Felguera.

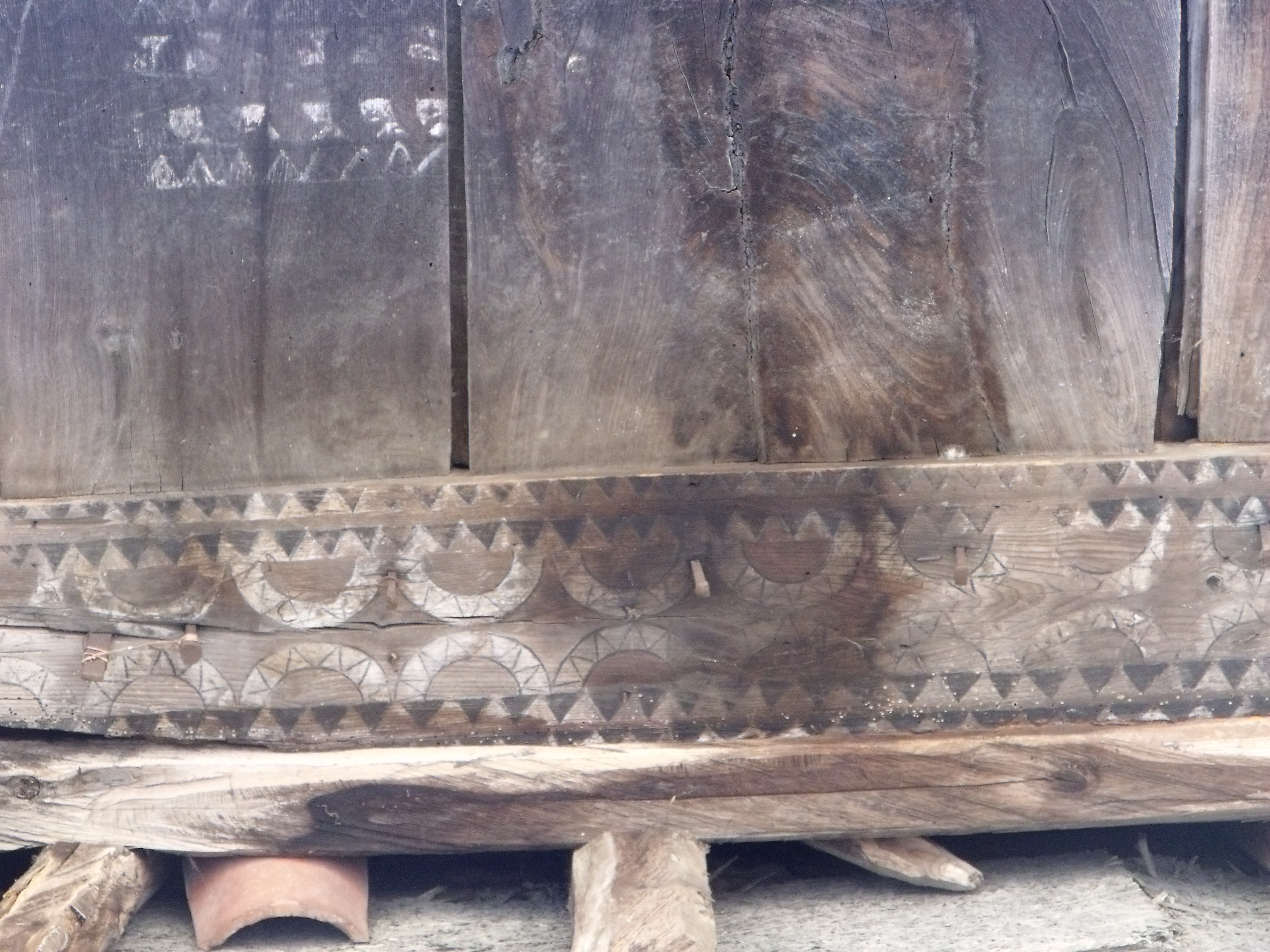
Tallado en uno de los hórreos.

Felguera es una población perteneciente a Riosa, municipio de Asturias, España, situado a unos 350 m de altitud y a 1,5 km de la capital del concejo. Hasta 1880 fue la capital administrativa hasta su traslado a La Vega. Todavía hoy se mantiene en pie el antiguo ayuntamiento, hoy en día casa particular, las antiguas escuelas y la cárcel.
Merece la pena visitar el Palacio de los Miranda de estilo asturiano, datado del siglo XVIII, con corredor de madera y escudo familiar. También varias casas del mismo estilo como, por ejemplo, la Casa Peralona o la Casa de Cantón.
Su ermita está dedicada a San Juan y a Nuestra Señora de los Remedios, data del siglo XVIII y es de una sola nave rectangular a la que se accede a través de un pórtico. Celebra su festividad el 8 de septiembre, muy popular entre los jóvenes del concejo y alrededores.

"En Quirós, la Virgen de Alba; en Lena la de Bendueños y en el concejo de Riosa, la Virgen de los Remedios"

Sin duda, lo que más llama la atención de este pueblo es el gran número de hórreos y paneras que se mantiene en perfecto estado, sobre 40. Algunos de ellos, con tallas de gran elaboración y algunos con pinturas.